# Deadly Dozen
Deadly Dozen es un videojuego de disparos en primera persona de la Segunda Guerra Mundial orientado en un escuadrón basado del 2001. El título hace referencia a la famosa película de la Segunda Guerra Mundial llamada The Dirty Dozen. Al igual que en la película el menú de protagonistas son militares sentenciados a la muerte o un largo término incarcelado quienes son considerados un riesgo a la redempción por condiciones en misiones peligrosas. Los veinte personajes tienen diferentes especializaciones: francotirador, experto en demolición y en otras más. Para todas las misiones el jugador puede seleccionar cuatro de los personajes considerando una formación del escuadrón. El juego consiste de un extraño de las misiones del escuadrón del plato en el teatro europeo es bueno es en el Teatro del Pacífico. El juego fue desarrollado por nFusion.

## Secuela
- Deadly Dozen: Pacific Theater

- Datos: Q4037104